# Fantasma de Heilbronn

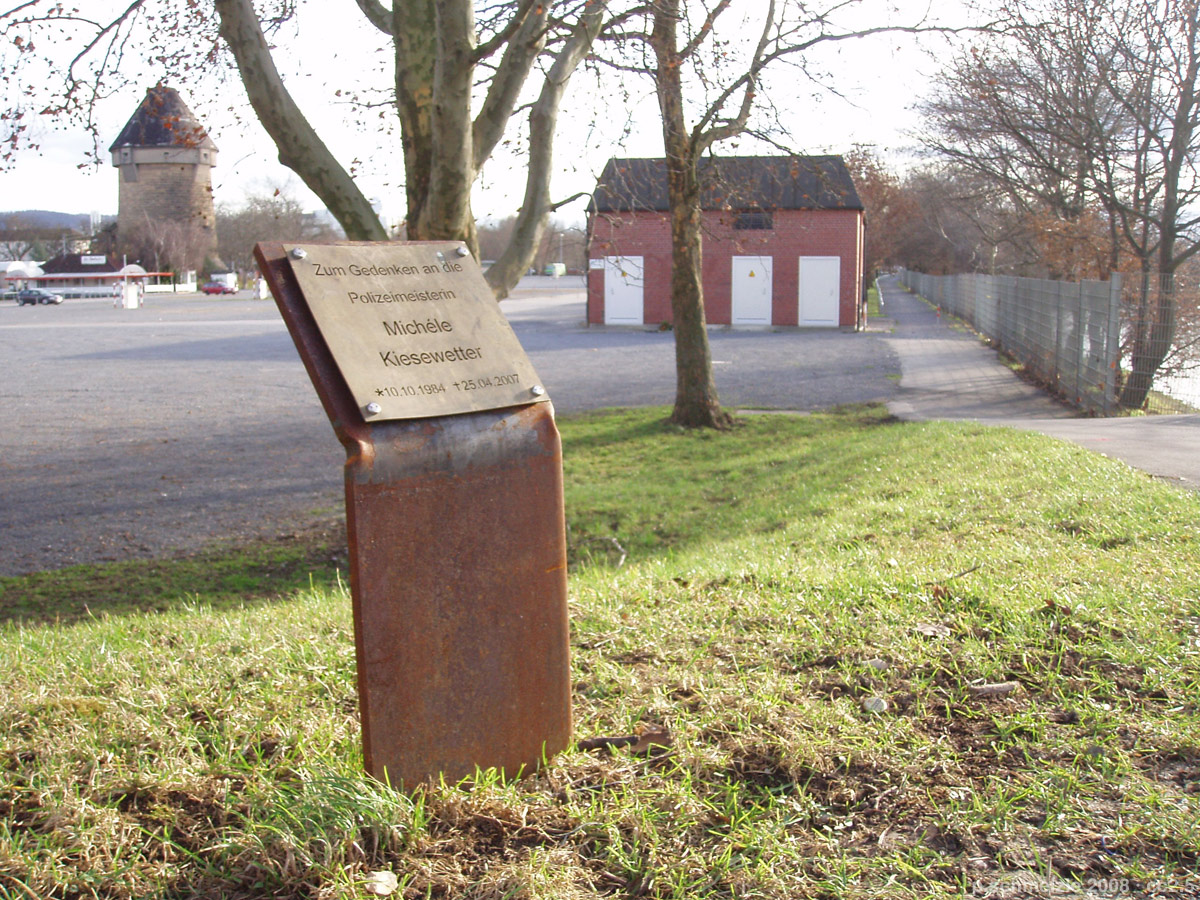
Placa memorial no Theresienwiese em Heilbronn para a policial Michèle Kiesewetter, que foi vítima de um crime violento em abril de 2007. Ao fundo, a área do festival Theresienwiese. A cena do crime estava em frente ao prédio à direita ao fundo. Ao fundo, à esquerda, está a General Wever Tower.

A Fantasma de Heilbronn, também conhecida como "Mulher sem rosto", era uma assassina em série hipotética, cuja existência se presumia devido a evidências de DNA encontradas em diversos locais de crime em Áustria, França e Alemanha entre 1993 e 2009. Os crimes incluem seis assassinatos, entre eles o da policial Michèle Kiesewetter, em Heilbronn, Alemanha, em 25 de abril de 2007.
A única conexão entre os crimes era a presença do DNA de um mesmo indivíduo do sexo feminino, encontrado em 40 locais de crime, desde assassinatos a roubos. Em março de 2009, os investigadores concluíram que não se tratava de um "criminoso fantasma", mas que o DNA encontrado nas análises já estava presente nos suábes usados para coletar amostras de DNA e ele pertencia a uma mulher que trabalhava na fábrica onde eram feitos.

## Investigação
Uma análise do DNA mitocondrial das amostras coletadas na Áustria concluiu que se tratava de um perfil genético encontrado mais frequentemente entre pessoas da Europa Oriental e da vizinha Rússia. Isso não foi descoberto nas investigações alemãs, pois embora a análise de DNA seja usada no país, seu uso é limitado à determinação de poucos atributos, como o sexo. Pelo menos a partir de 2008, policiais passaram a suspeitar de que o DNA encontrado não era de uma criminosa, mas que se tratava de contaminação.
Foi criada uma força-tarefa especial para as investigações sobre a "Fantasma", que se reuniu em um estacionamento no departamento de polícia de Heilbronn. Em janeiro de 2009, a recompensa por pistas que levassem ao paradeiro da pessoa chegou a trezentos mil euros.
A existência da Fantasma havia sido questionada antes, mas a partir de março de 2009 o caso tomou um novo rumo quando, ao tentar identificar o corpo encontrado de um homem que buscava asilo na França, investigadores encontraram o perfil de DNA da Fantasma. Posteriormente, chegaram à conclusão de que não se trava de um criminoso e os resultados do laboratório se deviam à contaminação dos suábes usados para levantamento de DNA. Embora estéreis, os suábes não eram certificados para coleta de DNA humano.
Se descobriu que os suábes usados por muitos departamentos de polícia haviam sido contaminados antes do envio. Todos os cotonetes contaminados vieram de uma mesma fábrica na Áustria, onde trabalhavam várias mulheres originárias do Leste Europeu, que se encaixavam no perfil. A Bavária, embora ficasse no centro da região onde ocorreram os crimes, não tinha relatos de crimes cometidos pelo Fantasma: o departamento de polícia de lá obtinha seus cotonetes de uma fábrica diferente.

## Locais de crime
O DNA da "Fantasma" estava presente nos suábes utilizados para levantamento de vestígios de DNA nos locais dos seguintes crimes:
- em uma xícara, no local do assassinato de uma mulher de 62 anos em 25-26 de maio de 1993 em Idar-Oberstein, Alemanha (o DNA foi analisado em 2001);
- em uma gaveta da cozinha, no local do assassinato de um homem de 61 anos em 21 de março de 2001 em Freiburg, Alemanha;
- em uma seringa contendo heroína, em outubro de 2001 em uma área arborizada perto de Gerolstein, Alemanha;
- nas sobras de um biscoito em um trailer que havia sido arrombado na noite de 24 de outubro de 2001 em Budenheim, Alemanha;
- em uma pistola de brinquedo, relacionada a um roubo a comerciantes vietnamitas de pedras preciosas em Arbois, França, em 2004;
- em um projétil de arma de fogo, após uma briga entre dois irmãos em 6 de maio de 2005 em Worms, Alemanha;
- em uma pedra usada para quebrar uma janela, em um assalto a 3 de outubro de 2006 em Saarbrücken, Alemanha (o DNA foi descoberto e analisado apenas em 2008);[7]
- em uma loja de optometristas que foi furtada em março de 2007 em Gallneukirchen, Alta Áustria;
- em 20 carros e motocicletas furtados e ou roubados entre 2003 e 2007 em Hesse, Baden-Württemberg e Saarland, Alemanha; Tirol, Áustria; e Alta Áustria;
- em um carro usado para transportar os corpos de três georgianos mortos em 30 de janeiro de 2008 em Heppenheim, Alemanha (o DNA foi analisado em 10 de março de 2008);
- após um roubo na noite de 22 de março de 2008 em uma piscina pública desativada em Niederstetten, Alemanha;
- em quatro locais de invasão de domicílio em Quierschied, Tholey e Riol, Alemanha, entre março e abril de 2008;
- em um apartamento arrombado em Oberstenfeld-Gronau durante a noite de 9 de abril de 2008;
- após o roubo de uma mulher em 9 de maio de 2008 em uma casa de clube em Saarhölzbach;
- no carro de uma auxiliar de enfermagem encontrada morta em outubro de 2008 perto de Weinsberg, Alemanha.

## Consequência
A história do Fantasma de Heilbronn é considerada um caso grave de contaminação com DNA humano, que prejudicou uma série de investigações forenses e custou uma fortuna aos cofres públicos de diferentes países. Como consequência dele, a Organização Internacional de Padronização (ISO) publicou, em 2016, a norma ISO 18385 para definir os requisitos para a produção de produtos livres de contaminação de DNA humano designados para coleta de evidências biológicas em locais de crime.